# Taxus chinensis
Taxus chinensis (Тис китайський) — вид хвойних рослин родини тисових.

## Поширення, екологія
Країни проживання: Китай (Аньхой, Чунцин, Фуцзянь, Ганьсу, Гуансі, Гуйчжоу, Хубей, Хунань, Шеньсі, Сичуань, Юньнань, Чжецзян); В'єтнам. Росте в вічнозелених і широколистяних лісах, часто уздовж струмків. Діапазон висот в Китаї від 1100 м до 2700 м над рівнем моря. В підліску часто переважають бамбукові зарості. У В'єтнамі, живе на північних вапнякових карстових утвореннях на крутих схилах і на кряжах в субтропічних і тропічних вічнозелених лісах на висотах між 900 м і 1500 м над рівнем моря. Росте разом з хвойними Pseudotsuga sinensis, Pinus fenzeliana (син. Pinus kwangtungensis), Fokienia hodginsii, Tsuga chinensis, Podocarpus pilgeri, Nageia fleuryi і більш локально Xanthocyparis vietnamensis. Є численні дрібнолисті покритонасінні дерева і чагарники і велика кількість епіфітів у зв'язку з великою кількістю опадів і частими туманами. Цей вид не утворює щільні деревостани в будь-якій частині свого ареалу і, як правило, епізодичний у лісах.

## Морфологія
Дерево до 14 м у ширину і висоту, густе при культивуванні. Листя до 4 сантиметрів, ширше, ніж більшість інших тисів, часто закінчуються дуже маленьким, гострим кінчиком. Знизу листка є дві широкі жовті смуги.

## Використання
Деревина цього виду використовується в Китаї в будівництві, для виготовлення меблів, для різьби по дереву. У В'єтнамі також використовується для лопатей зрошення в рисових полях. Екстракти багатьох частин рослини (коріння, дерево, кора і листя) використовуються в традиційній китайській медицині, а в наш час — для виробництва протиракових препаратів, таких як таксол). В садівництві використовують як бонсай та в обмеженій кількості, як садовий кущ. Навряд чи цей вид вирощують за межами Китаю і В'єтнаму.

## Загрози й охорона
Експлуатація скоротила населення в багатьох районах Китаю, хоча вид раніше був доволі поширений. Заготівля і вирубка лісів у В'єтнамі, можливо, мали більший вплив, оскільки населення є невеликим. Вид має погану регенерацію, отже, будь-яка експлуатація буде виснажувати населення. У Китаї плантації T. chinensis були створені в кількох місцях з метою збору листя для фармацевтичних цілей. Вид відомий з ряду охоронних областей в усьому діапазоні поширення.
| Хвойні | Це незавершена стаття про хвойні. Ви можете допомогти проєкту, виправивши або дописавши її. |